# رابرت کانتلی

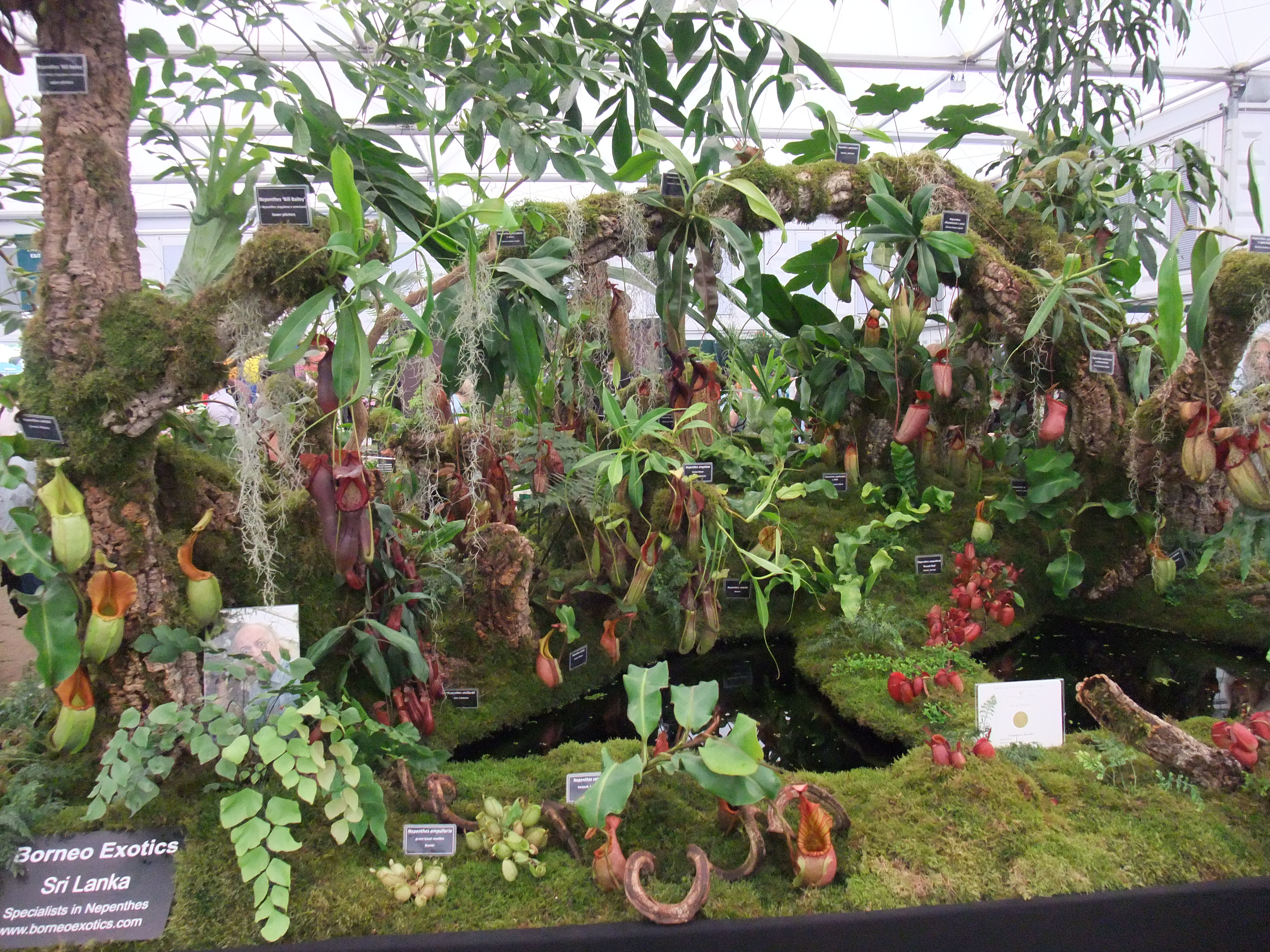
نمایش برنده مدال طلا عجایب بورنئو در نمایشگاه گل چلسی ۲۰۱۱

رابرت کانتلی (انگلیسی: Robert Cantley)، محافظه‌کار و مدیر عامل عجایب بورنئو، یک نهالستان گیاهی مستقر در سریلانکا است که متخصص در کشت بافت گونه‌های گیاه‌پارچ و دورگه‌های کشت‌شده از بذر است. کانتلی به تعدادی از مقالات در مورد گیاه‌پارچ‌ها کمک کرده‌است. گونه گیاه‌پارچ رابکانتلی (Nepenthes robcantleyi)، دورگه طبیعی گیاه‌پارچ × کانتلی (Nepenthes × cantleyi) و رقم گیاه‌پارچ سرخ کانتلی (Nepenthes 'Cantley's Red) به نام او نامگذاری شده‌اند.

## عجایب بورنئو
عجایب بورنئو (Borneo Exotics) توسط کانتلی و دیانا ویلیامز (Diana Williams) در سال ۱۹۹۷ تاسیس شد. از سال ۲۰۰۹، این نهالستان دارای بیش از ۱۳۰ گونه گیاه‌پارچ بود که در مجموع سالانه بیش از ۱۸۰۰۰۰ گیاه را شامل می‌شد. در تک‌نگاشت گیاهان پارچ در دنیای قدیم (Pitcher Plantپاییs of the Old World)، استوارت مک‌فرسون (Stewart McPherson) آن را به‌عنوان "مهمترین تولیدکننده تخصصی گونه‌های گیاه‌پارچ در جهان" توصیف کرد.
از سال ۲۰۱۱، عجایب بورنئو تعدادی از تأسیسات در حال رشد را در دو مکان اجرا کرد: گونه‌های پایین‌دست در پرورشگاه در موراگاهاهِنا (Moragahahena) و کوهستانی‌ها در لیندولا نگهداری می‌شدند. این شرکت برنده مدال طلا در نمایشگاه گل چلسی (Chelsea Flower Show) در سال های ۲۰۰۶، ۲۰۰۷، ۲۰۱۰ و ۲۰۱۱ و مدال طلایی نقره در سال ۲۰۰۵ شد. عجایب بورنئو همچنین برنده یک مدال نقره و دو جایزه دیگر در نمایشگاه جهانی ارکیده در سال ۲۰۱۱ شد.